# Plectrocnemia levanidovae
Plectrocnemia levanidovae là một loài Trichoptera trong họ Polycentropodidae. Chúng phân bố ở miền Cổ bắc.